# Ghost of the Robot
Ghost of the Robot es una banda de rock estadounidense. Se disolvió en 2004 al abandonar su cantante, James Marsters, el grupo por no poder compaginarlo con su carrera como actor.

## Biografía
El grupo se formó en abril del 2002. Kevin, Aaron y Charlie estaban en una banda llamada Power Animal. Charlie empezó a tocar con James cuando se mudó a Los Ángeles. James y Charlie querían tener una banda juntos y entonces Charlie llamó a Kevin y Aaron. Steve se incorporó más tarde.
Solían tocar en un local llamado 14 Below.
Aaron Anderson dejó la banda en el 2004 y fue sustituido por Sean Hutchinson.
La banda se disolvió el 15 de junio de 2004 por decisión de James. Sentía que no podía compaginar la banda con su trabajo de actor y decidió dejarla.
Entre sus influencias se encuentran Weezer, Bach, Charles Mingus, Ben Folds, Jimmy Eat World, Miles Davis, Radiohead, Beach Boys, Pavement, Ash, Pat Metheny, Elliot Smith, Blur...
Giras en Europa
Su primera gira internacional tuvo lugar en junio de 2003, entre Alemania y Inglaterra. Anteriormente, su único espectáculo fuera de los EE. UU. fue en Francia, en junio de 2002.
En mayo de 2004, el grupo tocó una vez más en Europa, esta vez en Holanda, Inglaterra y Alemania. 

## Discografía
Mad Brilliant (2003)

## Miembros del grupo
- James Marsters - Voz
- Charlie DeMars - Guitarra
- Steve Sellers - Teclado y guitarra
- Kevin McPherson - Bajo
- Aaron Anderson - Batería

Otros miembros
- Sean Hutchinson - Batería

## Ghost of the Robot en la actualidad
James Marsters tiene una exitosa carrera como músico en solitario y como actor.
El resto de la banda está en otros grupos como Gods of the Radio y Power Animal.

## Curiosidades
- Tocaron en The Viper Room, el club del actor Johnny Depp.